# Валдорија (Месина)
Валдорија је насеље у Италији у округу Месина, региону Сицилија.
Према процени из 2011. у насељу је живело 26 становника. Насеље се налази на надморској висини од 612 м.